# Fatwa

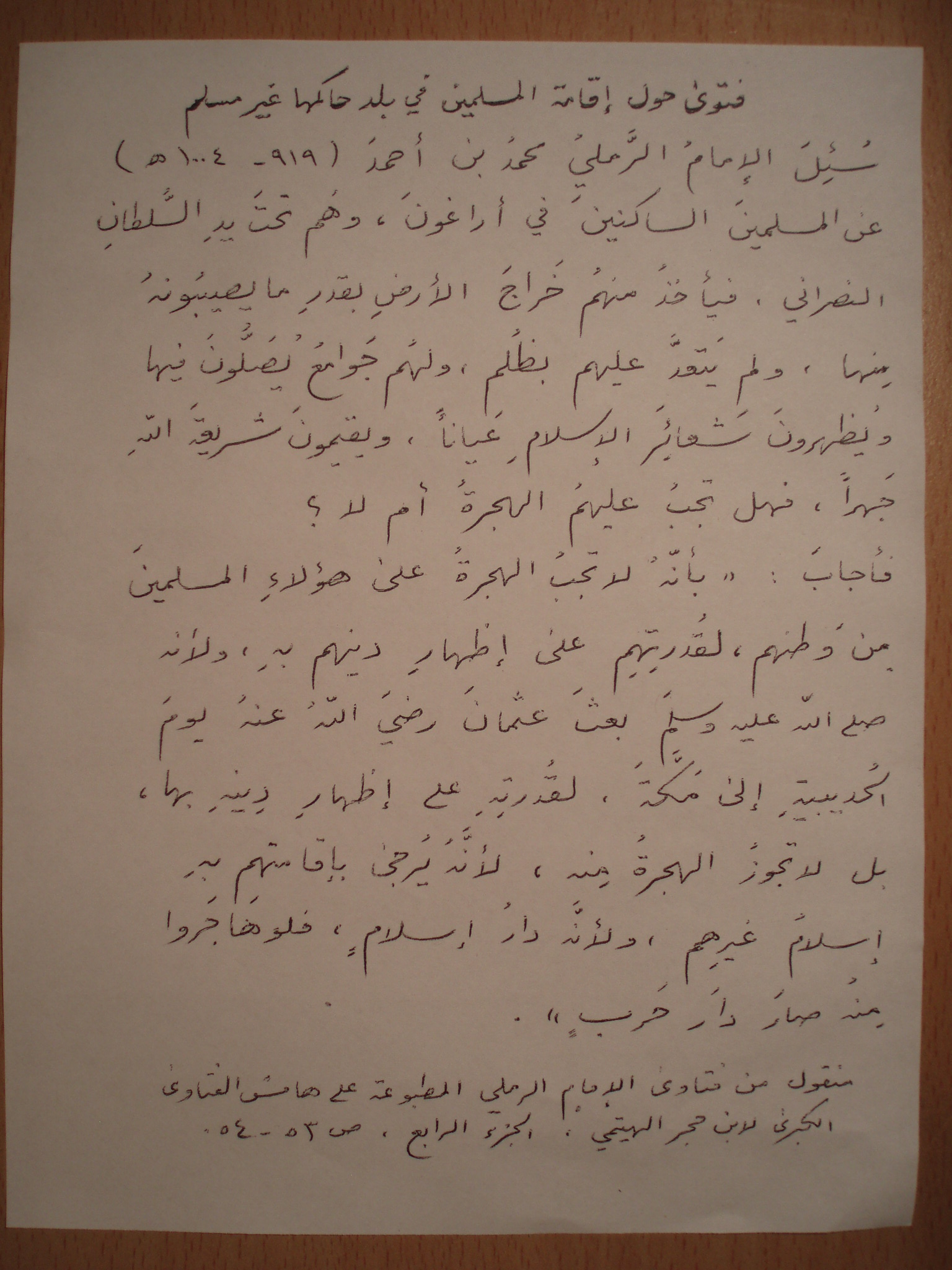
Fatwa manuscrite de Mouaz al-Khatib, sur la vie en tant que musulman dans un pays non musulman. Quand c'est possible d'être musulman sans répression, c'est permis (20 mars 2008).

Une fatwa ou fetva, parfois orthographié fetfa,, en arabe : fatwā, فتوى, au pl. : fatāwā, فتاوى (littéralement « réponse, éclairage »), est, dans l'islam, un avis juridique donné par un spécialiste de la loi islamique sur une question particulière. En règle générale, une fatwa est émise à la demande d'un individu ou d'un juge pour régler un problème sur lequel la jurisprudence islamique n'est pas claire. Un spécialiste pouvant donner des fatwas est appelé un mufti.
Une fatwa ne constitue pas forcément une condamnation. Il s'agit d'un avis religieux pouvant porter sur des domaines variés : les règles fiscales, les pratiques rituelles ou encore l'alimentation. Cependant, dans le langage courant, le terme de fatwa désigne souvent une condamnation d'une personne précise.

## Émission d'une fatwa
Comme il n'existe pas de clergé dans l'islam sunnite, il n'y a pas de règle unanimement acceptée pour déterminer qui peut émettre une fatwa ; certains musulmans se plaignent que trop de gens se considèrent qualifiés pour en émettre.
Le sunnisme est en partie décentralisé : différents muftis peuvent émettre des fatwas contradictoires ; la conséquence d'un tel événement varie selon le pays.
- Dans un pays où la loi islamique est la base du droit civil et du droit pénal, les fatwas sont débattues par les prélats nationaux avant d'être émises, après l’obtention d’un consensus. Dans ce cas, elles sont rarement contradictoires et ont force de loi. Si, malgré tout, une contradiction apparaît, les autorités nationales tranchent, émettant souvent une interprétation de compromis.
- Dans les pays où la loi islamique n'est pas la base du droit national, les fatwas contradictoires coexistent. Les croyants suivent alors celles qui ont été émises par un membre de la même tradition qu'eux-mêmes. Ainsi, un sunnite suivra rarement une fatwa émise par un religieux chiite, et vice versa.

Néanmoins, une fatwa ne reste qu'un avis juridique n'ayant autorité que dans le cadre d'un code législatif ou s'il est adopté.

## Exemples
- La fatwa réclamant l’exécution de Salman Rushdie, auteur du roman Les Versets sataniques[6].
- La fatwa émise contre Joseph Fadelle, Irakien musulman chiite converti au catholicisme, est racontée dans Le Prix à payer.
- La fatwa émise le 28 avril 2017 par le Congrès des femmes oulémas, réunissant des responsables religieuses de plusieurs pays musulmans, contre le mariage des enfants (qui conseille aux gouvernements des pays participants de relever l'âge légal du mariage de 16 à 18 ans)[7].

## Fatwa politique
Selon Riadh Sidaoui, les fatwas politiques ont commencé à se propager depuis la guerre du Golfe en 1991, et elles se sont ensuite propagées en Égypte et un peu partout dans le monde arabe.
Toutefois, il fait remarquer que c'est la conséquence d'un vide politique dans la région qui fut remplacé par des cheikhs prononçant des fatwas. C'est ainsi qu'on trouve le Conseil des oulémas d'Arabie Saoudite qui constitue un établissement qui remplace le Parlement.
Selon lui, ces fatwas politiques ne sont pas objectives, et certains pays utilisent le discours religieux pour leurs intérêts politiques et économiques. Par exemple, le Qatar utilise ce système politique contre l'Arabie saoudite, ce qui cause une guerre de fatwas entre ces deux pays, l’Arabie saoudite à travers The Association of Muslim Scholars (رابطة العلماء المسلمين) et le Qatar qui a baptisé l'association internationale des savants musulmans présidée par Youssef al-Qaradâwî.
Selon l'ethnologue Jeanne Favret-Saada, la fatwa prononcée par l’ayatollah Rouhollah Khomeini le 14 février 1989 réclamant l’exécution de Salman Rushdie (contre récompense de 1 million de dollars) serait frauduleuse vis-à-vis du droit islamique le plus élémentaire. En effet, celui-ci interdit de prononcer un jugement de mort hors d'un tribunal présidé par un cadi. Jeanne Favret-Saada précise que cette condamnation prononcée par une autorité chiite fait date parce qu'elle fut acceptée, et relayée dans le monde entier, par toutes les catégories de fondamentalistes y compris ceux qui, de confession sunnite, dénient habituellement toute autorité aux chefs religieux chiites. Selon elle, cette date ouvre une nouvelle période de passions religieuses dans laquelle toute condamnation à mort se réclamant d'une fatwa, et provenant de n'importe quelle branche de l'islam, peut engendrer la mobilisation des fondamentalistes de toutes confessions.